# حلقة الدخان
حلقة الدخان (بالإنجليزية: Smoke Ring)‏؛ هي حلقة دوامية مرئية تتكون من الدخان في أجواء خالية.

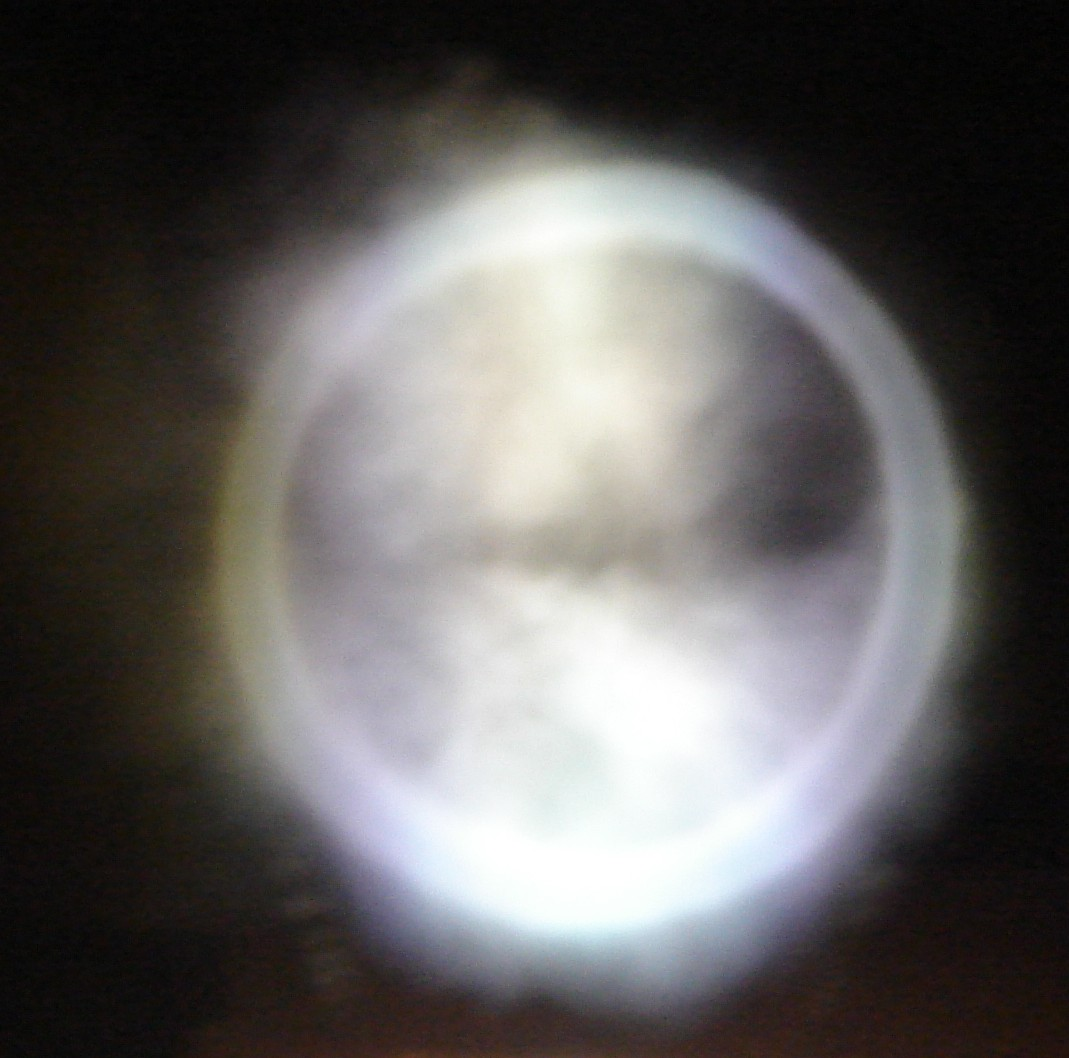
حلقة دخان من غرفة دخان

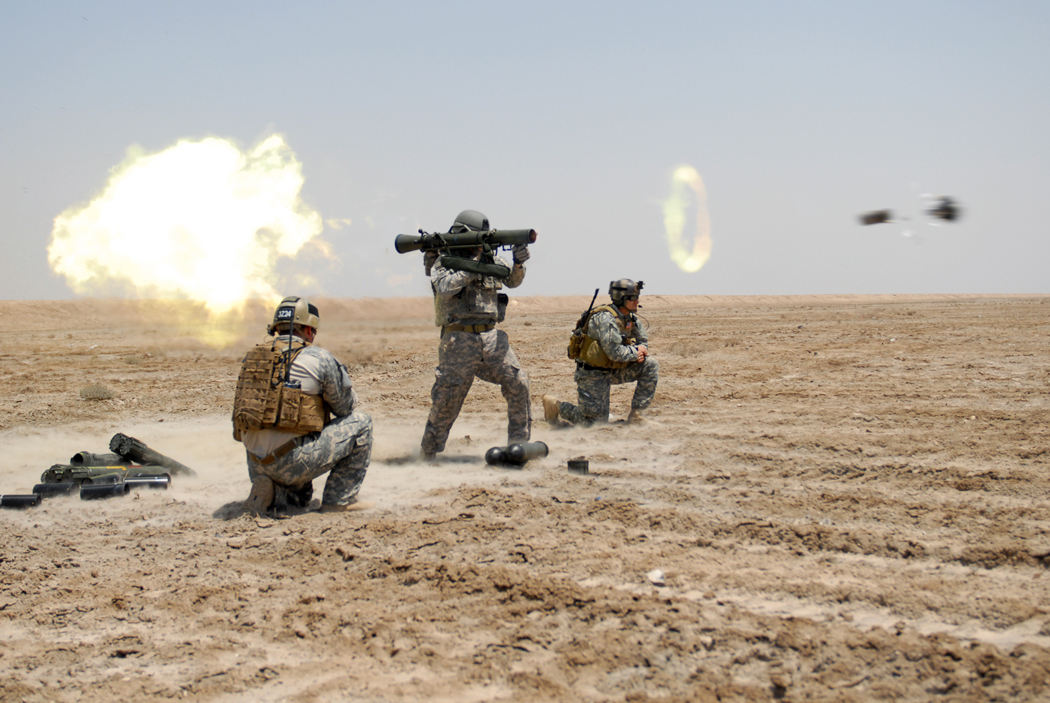
تبعث حلقات الدخان أيضًا من أنواع عديدة من الأسلحة.

يمكن للمدخنين أن ينفخوا حلقات دخان من أفواههم، عن عمد أو غير عمد. يمكن أيضًا لحلقات الدخان أن تتكون بسبب الإشعال المفاجئ للنار (كإشعال ثم إطفاء ولاعة سجائر بشكل فوري)، بهز مصدر للدخان (مثل عود البخور) للأعلي و الأسفل، بإطلاق أنواع معينة من المدفعية، أو باستخدام أجهزة مخصصة، مثل ألعاب حلقة الدوامة. رأس سحابة عيش الغراب هي حلقة دخان عملاقة.
تتكون حلقات الدخان غالبًا عندما تحقن نفخة من الدخان بشكل مفاجئ في الهواء، خاصًة عبر فتحة ضيقة. الأجزاء الخارجية من النفخة يتم تبطيئها بفعل الهواء الساكن (أو بحواف الفتحة) بالقرب من الجزء المركزي منقلًة لها شكل التدفق النمطي الحلقي المميز. يجعل الدخان الحلقة ظاهرة، لكن لا يؤثر بشكل كبير علي التدفق. تحدث نفس الظاهرة مع أي سائل، محدئًة حلقات دوامية خفية لكن في غير ذلك مطابقة تمامًا للحلقات الدخانية.

## التدخين والتنفس

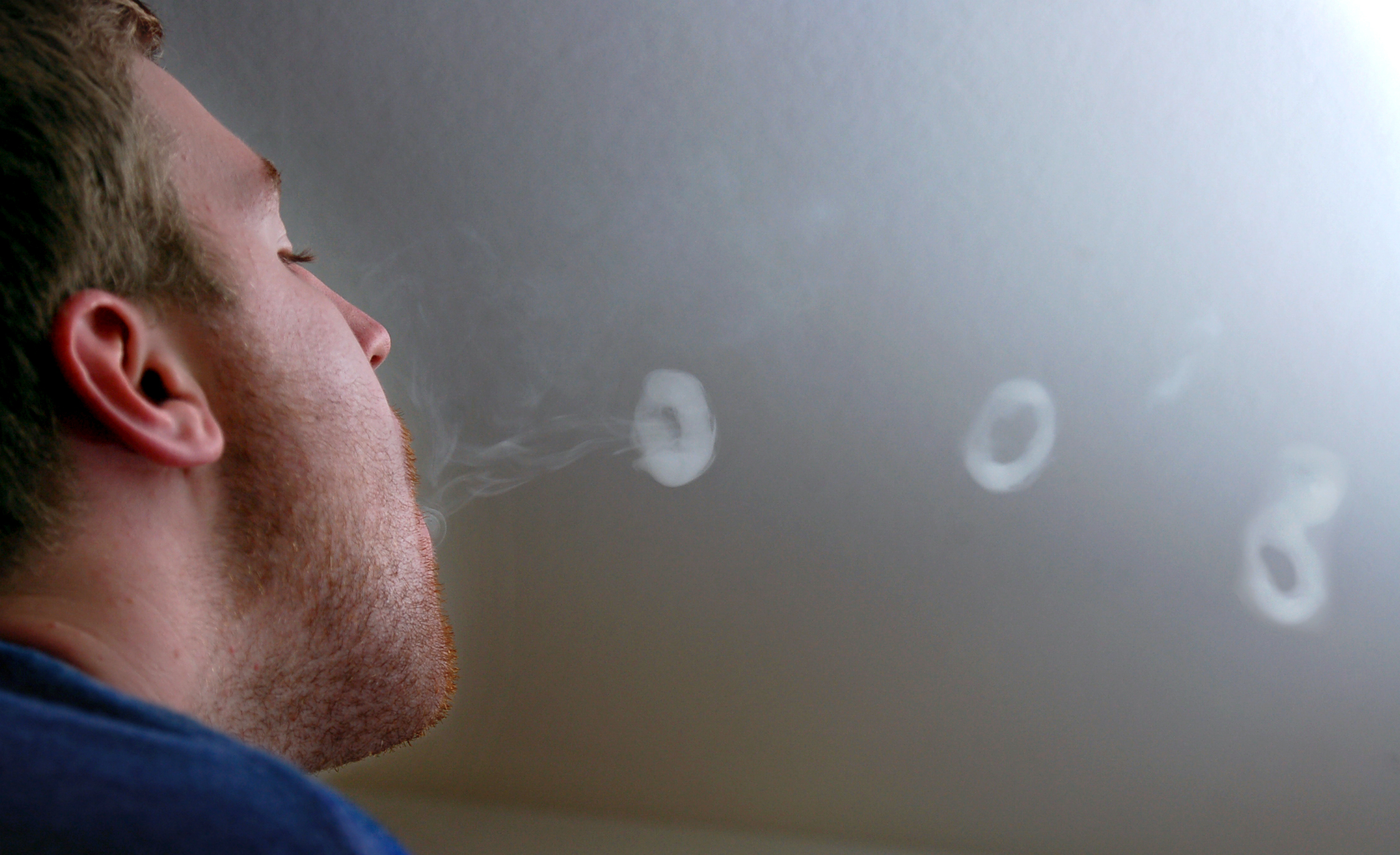
رجل ينفع حلقات دخان

يمكن للمدخن أن يصنع حلقات بآخد دخان في فمه وإخراجها مع نفضة لسان، بإغلاق الفك، نقر الخدين، أو إصدار اندفاع مفاجئ للهواء باستخدام الرئتين والحلق. يمكن أيضًا للمدخن أن يستخدم أيًا من هذه الوسائل لنفخ سحابة من الدخان خارج فمه.
حيلة غالبًا ما تقرن بحلقات الدخان المنفوخة من الفم هي الإستنشاق الفرنسي.
من الممكن أيضًا صنع حلقة بخار باستخدام نفس التقنيات في يوم بارد باستخدام النفس فقط. [بحاجة لمصدر]
حلقات البخار الأكثر شهرة كهذه هم الذين تم صنعهم خلال نصف القرن ال20 من لوحة إعلانات دوغلاس لي علي فندق كلاريدج في ميدان التايمز بنيويورك، معلًنة عن سجائر كامل (Camel cigarettes). غرفة بخار مميكنة خلف اللوحة أصدرت نفخات بخار كل أربع ثوانٍي، معطيًة مظهر حلقات دخان تغادر فم مدخن فاتحًا لفمه وتبتعد. موحية من حظر في عصر الحرب العالمية الثانية علي الإعلانات المنورة، ظل مدخن سجائر كامل معلمًا بميدان تايمز لطويلًا بعد ذلك.
بعد مستخدمي السجائر الإلكترونية عدلوا سجائرهم لإصدار كمبيات كبيرة من البخار دفعًة واحدة، لاستنشاق «سحاب» في أنماط كحلقات الدخان.

## البراكين
تحت ظروف معينة، تصدر بعض الفوهات البركانية حلقات دخانية عملاقة ظاهرة. بالغرم من كونها ظاهرة نادرة، تمت مشاهدة العديد من البراكين وهي تصدر حلقات دوامية هائلة من الدخان أو الغاز :
- جبل إتنا،[4][5][6] إيطاليا (صقلية)
- سترومبولي،[7] إيطاليا (جزر أيوليان)
- إيافيالايوكول،[8] آيسلندا
- هيكلا،[9] آيسلندا
- تونغوراهوا،[10] الإكوادور
- بيكايا،[11] غواتيمالا
- قمة ريداوت،[12] الولايات المتحدة (آلاسكا)
- قمة آسو،[13] اليابان (كيوشو)
- واخاري (الجزيرة البيضاء)،[14] نيوزيلندا
- جونونج سلاميت،[15] إندونيسيا (جافا المركزية)
- موموتومبو،[16] نيكاراجوا (ليون)